# Deadman River
Der Deadman River ist ein ca. 95 km langer rechter Nebenfluss des Thompson River im Süden der kanadischen Provinz British Columbia.

## Flusslauf
Den Ursprung des Deadman River bildet der kleine Bergsee Adler Lake. Dieser liegt auf einer Höhe von 1450 m auf dem Bonaparte-Plateau, einem östlichen Teilbereich des Interior Plateau. Das seenreiche Quellgebiet liegt innerhalb des Bonaparte Provincial Parks. Der Deadman River fließt anfangs 40 km durch das Hügelland in westlicher Richtung. Unterhalb der Einmündung des Joe Ross Creek befindet sich der Wasserfall Deadman Falls  (⊙) am Flusslauf. Südlich der Siedlung Vidette wendet sich der Deadman River nach Süden und mündet nach weiteren 50 km, 4,5 km westlich des Kamloops Lake, in den nach Westen strömenden Thompson River. 

## Hydrologie
Der mittlere Abfluss am Pegel 20 km oberhalb der Mündung beträgt 1,84 m³/s. Das Einzugsgebiet umfasst an diesem Pegel 878 km². Das gesamte Einzugsgebiet des Deadman River hat eine Fläche von etwa 1220 km². Die Monate Mai und Juni sind gewöhnlich die abflussreichsten.